# Procambarus hayi
Procambarus hayi är en kräftdjursart som först beskrevs av Faxon 1884.  Procambarus hayi ingår i släktet Procambarus och familjen Cambaridae. IUCN kategoriserar arten globalt som livskraftig. Inga underarter finns listade i Catalogue of Life.